# 달리아 콘트레라스
달리아 마리아 코트레라스 리베로(스페인어: Dalia María Contreras Rivero, 1983년 9월 20일 ~ )는 2008년 올림픽에서 동메달을 획득한 베네수엘라의 전 태권도 선수이다.

## 같이 보기
- 올림픽 태권도 메달리스트 목록